# Manuel Ovejero
Manuel Estanislao Ovejero Contreras (Ledesma, Jujuy, Argentina; 24 de mayo de 1933 - Buenos Aires, Argentina; 8 de noviembre de 2015), fue un futbolista argentino que se desempeñó como arquero, y que jugó en el Club Atlético Gorriti, Atlético Tucumán, River Plate, Argentinos Juniors y en el Club Atlético Lanús de su país, en Necaxa de México, en Defensor Lima de Perú, y en el Club Independiente Santa Fe de Colombia donde fue campeón, figura e ídolo de la hinchada, y donde es considerado uno de los mejores arqueros de su historia. En su honor, el Club Atlético Gorriti organiza anualmente el Torneo Infantil de Fútbol Manuel Ovejero.

## Trayectoria

### Inicios
Manuel Estanislao Ovejero nació en Ledesma, Jujuy, en el interior de Argentina, y desde pequeño mostró sus inclinaciones por el fútbol. Desde pequeño jugó como arquero, y empezó su trayectoria futbolística en el Club Atlético Gorriti de su provincia natal, en donde se formó como jugador. Con aquel equipo fue campeón de la Primera División de la Liga Jujueña de Fútbol en el año 1953. En Gorriti, jugó desde principios de la década de 1950, hasta finales del año 1954, ya que en 1955 pasó al Club Atlético Tucumán, donde jugó por un tiempo para luego volver al Atlético Gorriti. Mientras jugaba allí, hizo parte de la Selección Jujueña de Fútbol, con la que disputó un partido amistoso contra River Plate, en el cual fue figura de su equipo, y llamó la atención del equipo Millonario que lo contrató.

### River Plate
A principios del año 1956, Ovejero llegó a River Plate y al poco tiempo, debutó como profesional compartiendo vestuario con grandes jugadores como Amadeo Carrizo y Ángel Labruna, entre otros. En su primer año, fue figura del equipo Millonario en un partido decisivo por el campeonato frente al Club Atlético Lanús. Con el equipo de Banda Cruzada jugó algunos partidos por temporada, pero fue importante cuándo atajó, ayudando a conseguir los títulos de 1956 y 1957. Con River jugó hasta finales del año 1961.

### Argentinos Juniors
Después de haber estado por varios años en River, en 1962, Ovejero pasó a jugar a Argentinos Juniors, donde atajó varios partidos, destacándose, pero donde tuvo que convivir con las lesiones. En el equipo de la Paternal jugó hasta finales de 1964.

### Club Necaxa de México y Defensor Lima de Perú
En 1964, el argentino emigró al fútbol de México, donde jugó para el Club Necaxa, donde destacó por tres temporadas hasta finales del año 1967. Luego de paso por el fútbol mexicano, se fue a Perú y jugó con el Club Atlético Defensor Lima en el año 1968.

### Independiente Santa Fe
Después de haber jugado en Perú, a principios del año 1969 el arquero argentino se fue a jugar a Independiente Santa Fe, equipo de la ciudad de Bogotá en Colombia. Su debut con el equipo cardenal, fue poco tiempo después de su llegada, en un partido contra el Cúcuta Deportivo en un partido que Santa Fe ganó 1 a 0. Desde su debut, el argentino se adueñó de la titular, y se convirtió en figura del equipo bogotano. Con Santa Fe, Ovejero fue campeón de la Copa Simón Bolívar en 1970, y del Campeonato Colombiano en el año 1971, cuándo fue una de las figuras y lideró al equipo al quinto título de su historia. En aquel año, destacó junto a grandes jugadores como los colombianos Alfonso Cañón, Víctor Campaz, Domingo "Tumaco" González, el brasileño Walter Moraes "Waltinho", el uruguayo Wálter Sossa, y sus compatriotas Miguel Ángel Basílico y Ezequiel Llanos. Gracias a sus grandes actuaciones dentro del terreno de juego, y su caballerosidad afuera de la cancha, hicieron al argentino uno de los ídolos de la hinchada santafereña. A finales del año 1972, se retiró del fútbol profesional después de una gran carrera donde fue campeón, figura e ídolo de Independiente Santa Fe.

## Después del fútbol
Luego de su retiro del fútbol profesional, Manuel dejó a Colombia, volvió a su natal Argentina y se estableció con su familia en Buenos Aires. Allí, trabajó por muchos años en su kiosco de golosinas en la estación Perú del Subterráneo.

## Muerte
Manuel Ovejero murió en la ciudad de Buenos Aires, capital de Argentina, el día 8 de noviembre de 2015, después de haber sido una persona ejemplar en todos los sentidos.

## Clubes
| Club                                   | País      | Año       |
| -------------------------------------- | --------- | --------- |
| Club Atlético Gorriti                  | Argentina | 1953-1954 |
| Club Atlético Tucumán                  | Argentina | 1955      |
| Club Atlético River Plate              | Argentina | 1956-1961 |
| Asociación Atlética Argentinos Juniors | Argentina | 1962-1964 |
| Club Necaxa                            | México    | 1964-1966 |
| Club Atlético Defensor Lima            | Perú      | 1967      |
| Club Atlético Lanús                    | Argentina | 1968      |
| Club Independiente Santa Fe            | Colombia  | 1969-1972 |

## Palmarés

### Campeonatos nacionales
| Título                        | Club        | País      | Año  |
| ----------------------------- | ----------- | --------- | ---- |
| Primera División de Argentina | River Plate | Argentina | 1956 |
| Primera División de Argentina | River Plate | Argentina | 1957 |
| Copa Simón Bolívar            | Santa Fe    | Colombia  | 1970 |
| Primera División              | Santa Fe    | Colombia  | 1971 |